# Ehrenring der Stadt Ludwigshafen am Rhein
Der Ehrenring der Stadt Ludwigshafen am Rhein ist nach der Ehrenbürgerwürde die zweithöchste Auszeichnung der Stadt.  Das dem Stadtwappen nachempfundene goldene Schmuckstück trägt die Gravur „Für besondere Verdienste“. Er wird alle fünf Jahre vergeben. Außergewöhnliches Engagement und Einsatz für Stadt und Bürgerschaft gehören zu den Vergabekriterien.

## Verleihung
Die Verleihung erfolgt in einer Feierstunde durch den Oberbürgermeister auf Beschluss des Stadtrates.

## Träger des Ehrenringes (Auswahl)
- Hanns Astheimer, Oberstadtdirektor, Bürgermeister (SPD), Schul- und Kulturdezernent[2]
- Bernhard Ball, Stadtrat, Ortsvorsteher
- Kurt Böckmann, Stadtrat, MdL, Staatsminister des Innern und für Sport des Landes Rheinland-Pfalz
- Heinz Braun
- Albin Fleck, Stadtrat, Ortsvorsteher
- Max Frenzel, Stadtrat, 2. Beigeordneter
- Heinrich Hagenbucher, Unternehmer, Stadtrat, Träger der Freiherr-vom-Stein-Plakette (Rheinland-Pfalz)
- Julius Hetterich, Stadtrat, Ortsvorsteher
- Peter Hummrich, Stadtrat, Träger der Freiherr-vom-Stein-Plakette (Rheinland-Pfalz)
- Betty Imperto, Stadträtin
- Gerd Itzek, Stadtrat, MdL
- Friedel L. Jacob
- Karl-Heinz Jungbluth, Stadtrat
- Josef Keller, Stadtrat, MdL
- Helga Koch, Stadträtin
- Uwe Köppel, Stadtrat
- Wolfgang Lauenstein, Stadtrat
- Ernst Lorenz, Stadtrat, MdL
- Heinz Mohr, Stadtrat, Ortsvorsteher
- Klaus Mechnich, Stadtrat, Ortsvorsteher
- Berthold Messemer, Stadtrat
- Herbert Müller, Stadtrat
- Fritz Nitsch, Stadtrat
- Ingrid Reske, Stadträtin
- Günther Saal, Stadtrat
- Kurt Schmitt
- Ludwig Schuster
- Ernst Schwarz
- Elmar Strifler, Fraktionsvorsitzender im Stadtrat, Träger der Freiherr-vom-Stein-Plakette (Rheinland-Pfalz)
- Elisabeth Trimborn
- Armin Vondung
- Albert Wild, Bürgermeister